# Mirsad Halilovic
Mirsad „Michi“ Halilovic (* 4. September 1983 in Berchtesgaden) ist ein deutscher PR-Manager und ehemaliger Skeletonpilot.
Mirsad Halilovic ist bosnischer Herkunft und startete zuletzt für den WSV Königssee, zuvor auch für den RC Berchtesgaden. Er war seit 2000 in der Sportart aktiv und wurde von Bernhard Lehmann, Raimund Bethge und Sepp Dossthaler trainiert. Der Polizeimeister-Anwärter wurde 2005 Juniorenweltmeister, 2006 verpasste er als Vierter eine weitere Medaille. Deutscher Juniorenmeister war er 2005, bei den Deutschen Meisterschaften desselben Jahres wurde er Vierter, 2004 und 2006 wurde er Fünfter. 2008 gelang ihm der Sieg bei den Deutschen Meisterschaften für das Jahr 2009 vor Florian Grassl und David Lingmann.
Seit 2000 startete Halilovic zunächst im Europacup und wurde in der Saison 2002/03 Dritter, 2003/04 Zweiter in der Gesamtwertung. Anschließend wechselte er in den Weltcup. In Winterberg erreichte er 2005 als Vierter ein erstes herausragendes Ergebnis, das er 2007 bei seinen ersten Saisoneinsätzen in Cesana mit einem dritten und danach in Winterberg mit einem zweiten Platz hinter Alexander Tretjakow noch verbesserte. Bislang erreichte er sechs Mal Platzierungen unter den besten 10. In der Saison 2008/09 konnte sich Halilovic nicht für das Weltcup-Team qualifizieren und trat daraufhin in der Rennserie darunter, dem Skeleton-Intercontinentalcup, an. Dort gewann er die ersten vier der acht Saisonrennen, wurde je einmal Zweiter und Dritter und wurde am Ende der Saison in der Gesamtwertung überlegener Sieger vor Chris Type und Alexander Gaszner. Sein einziges Weltcup-Rennen in St. Moritz, wo er den bei der Junioren-WM startenden ersetzte, beendete Halilovic als Vierter. Bei den Weltmeisterschaften im Februar 2009 in Lake Placid belegte Halilovic den 5. Platz und erzielte damit das beste Deutsche Ergebnis beim Saisonhöhepunkt. In der Weltcupsaison 2009/10 gewann er in Altenberg sein erstes Weltcuprennen. Bei seiner ersten Olympiateilnahme 2010 in Vancouver landete Halilovic im Whistler Sliding Centre auf dem 13. Platz. In der Saison 2010/11 erzielte er im Weltcup sechs Top-10-Platzierungen und wurde im Gesamtklassement Sechster. Bei der Europameisterschaft in Winterberg wurde er Neunter, bei der Weltmeisterschaft in Königssee Fünfter.
Die Saison 2011/12 begann mit einem Unfall, bei dem sich Halilovic in einem Trainingslauf den Discus seiner linken Hand anriss und sich die Kapsel erheblich verletzte. Damit war er zu einer fünfwöchigen Pause gezwungen und konnte nicht an den nationalen Ausscheidungen für den Weltcup teilnehmen, er wurde dennoch im Intercontinentalcup eingesetzt. Dort gewann er souverän sieben der acht veranstalteten Rennen und sicherte sich seinen zweiten Gesamtsieg dieser Serie überlegen mit fast 200 Punkten Vorsprung vor dem Kanadier Charles Wlodarczak und dem Briten Ed Smith. Damit stockte er Einzelsiege im ICC auf insgesamt elf auf.
Halilovic beendete 2012 seine sportliche Karriere. Der Team-Weltmeister im Skeleton nutzt seine Kommunikationsstärke nun als PR-Manager in der Medienbranche. Seit 2013 spricht er für NBCUniversal.